# Andrzej Czcibor-Piotrowski
Andrzej Czcibor-Piotrowski (ur. 30 listopada 1931 we Lwowie, zm. 16 maja 2014 w Warszawie) – polski poeta, prozaik, tłumacz (z języka czeskiego, słowackiego i angielskiego). 

## Życiorys
W czasie II wojny światowej został zesłany na Sybir. W 1941 razem z rodziną przebywał na zesłaniu, początkowo w Kazachstanie, a następnie jednym z pierwszych transportów z Armią Andersa przedostał się do Isfahanu, gdzie w latach 1942–1944 uczęszczał do szkoły powszechnej. Następnie przeszedł szlak przez Persję, Irak, Palestynę, Egipt, a następnie znalazł się w Wielkiej Brytanii. W Szkocji ukończył gimnazjum, po 1945 powrócił do Polski. Po złożeniu egzaminu dojrzałości w 1950 rozpoczął studia na Wydziale Slawistyki Uniwersytetu Warszawskiego, ukończył je w 1955. Zadebiutował rok później tomikiem wierszy „Oczy śniegu”.
Był członkiem Stowarzyszenia Autorów ZAiKS i Stowarzyszenia Pisarzy Polskich.
Zmarł 16 maja 2014 w Warszawie. Urnę z Prochami złożono 26 maja 2014 do grobu rodzinnego na cmentarzu Powązkowskim. 

## Powieści
- Oczy śniegu (Instytut Wydawniczy PAX, 1956)
- Prośba o Annę (1962)
- Świadectwa (Instytut Wydawniczy Pax, 1971)
- Po Tobie (Instytut Wydawniczy Pax, 1980)
- Rzeczy nienasycone (Wydawnictwo W.A.B., 1999)[4] (otrzymała nagrodę Biblioteki Raczyńskich, znalazła się w finale konkursu o Nagrodę Literacką Nike 2000)
- Cud w Esfahanie (Wydawnictwo W.A.B., 2001)[5]
- Straszne dni (2008)[6]
- Nigdy dość. Mirakle (Wydawnictwo W.A.B., 2011)[7]

## Odznaczenia i nagrody
- Nagroda im. Włodzimierza Pietrzaka /1957/
- Srebrny Medal ze Wstęgą (CSRS) /1979/
- Nagroda literacka im. Włodzimierza Pietrzaka /1984/
- Słowacka nagroda P.O. Hvezdoslava /1986/
- Czeska nagroda V. Nezvala /1988/
- Nagroda Nike /2000/ (nominacja)[3]
- Krzyż Zesłańców Sybiru /2007/